# Kolu-Meronen
Kolu-Meronen är en sjö i kommunen Petäjävesi i landskapet Mellersta Finland i Finland. Sjön ligger 170,9 meter över havet. Arean är 53 hektar och strandlinjen är 3,97 kilometer lång. Sjön  ingår i Kymmene älvs huvudavrinningsområde.   Den ligger omkring 28 kilometer nordväst om Jyväskylä och omkring 240 kilometer norr om Helsingfors. 
Kolu-Meronen ligger nordväst om Naula-Meronen. 